# Juan Tuma
Juan Tuma Masso (Guayaquil, Ecuador; 24 de noviembre de 1908-Santiago, Chile; 14 de julio de 1972) fue un industrial y político laborista chileno de origen palestino. Se desempeñó como diputado de la República en representación de la Vigesimoprimera Agrupación Departamental (correspondiente a Temuco, Lautaro, Imperial, Pitrufquén y Villarrica), de la actual Región de La Araucanía durante dos periodos consecutivos, desde 1961 hasta 1969.

## Biografía

### Familia y estudios
Nació en Guayaquil, Ecuador, el 24 de noviembre de 1908, hijo de Simón Tuma y Emilia Masso. Se casó con María Zedán Bulos y tuvieron cinco hijos; entre ellos Eugenio y Joaquín, ambos también parlamentarios.
Llegó con su familia a Chile, en 1913, instalándose en la ciudad de Carahue (Molina), dónde realizó sus estudios primarios. Hizo sus estudios secundarios en el Colegio de los Hermanos Maristas de Quillota.

### Vida laboral
Se desempeñó en actividades industriales (1929-1944). Fue vendedor viajante en el ramo textil, como representante de Lange y Cía. (1945-1951) y finalmente estableció su propia empresa de textiles en Temuco, Tuma S.A. (1952). Fue el fundador del Automóvil Club, filial Temuco; de ASINCA y de numerosas instituciones sociales y deportivas.
Tuvo inquietudes y mucho interés en las organizaciones gremiales: fundó y fue primer secretario del Sindicato de Vendedores Viajantes de Temuco y miembro de la Asociación de Vendedores Viajantes de Chile a partir de 1929.

## Trayectoria política
Participó en la fundación del Partido Agrario Laborista (PAL) en 1946, del cual llegó a formar parte de la mesa directiva nacional hasta la disolución, cuando bregó por la formación del Partido Democrático Nacional, conocido como Padena (1960).
En las elecciones parlamentarias de 1961, fue elegido como diputado por la Vigesimoprimera Agrupación Departamental (Imperial, Temuco, Pitrufquén y Villarrica), por el periodo legislativo 1961-1965. Integró la Comisión Permanente de Economía y Comercio y fue diputado reemplazante en la de Minería e Industrias. También presidió el Comité Central del Padena entre 1962 y 1963.
A fines de 1965 colaboró con la fundación del Partido Social Demócrata (PSD), del cual ocupó el cargo de vicepresidente nacional.[cita requerida]
En las elecciones parlamentarias de 1965 fue reelecto como diputado por la misma la Vigesimoprimera Agrupación Departamental, por el período 1965-1969. Permaneció integrando la Comisión Permanente de Economía y Comercio. En 1969 fue delegado al Consejo Mundial de la Paz, realizado en Varsovia, Polonia.

### Labor parlamentaria
Entre las mociones hechas Ley están: la Ley N° 14.882, de 3 de noviembre de 1962 sobre entrega de título gratuito de bien raíz, a integrantes de la Selección chilena de fútbol; la Ley N° 16.621 del 1° de marzo de 1967 que establece normas a precio de venta de televisores; y la Ley N° 16.646, de 16 de agosto de 1967 sobre inscripción y ampliación de plazo del Registro Nacional de Viajantes, Vendedores de Acciones y Bonos.

## Otras actividades
Fue autor de diversas iniciativas favorables a la industria y estimuló la fundación del Movimiento Indígena de Chile, como permanente luchador por las reivindicaciones de las razas autóctonas.